# دوبرن
شهر دوبرن در ایالت برندنبورگ در کشور آلمان واقع شده است.